# فيك ديسغاردين
فيك ديسغاردين (بالإنجليزية: Vic Desjardins)‏ هو لاعب هوكي جليد أمريكي، ولد في 4 يوليو 1900 في سولت سانت ماري في الولايات المتحدة، وتوفي في 22 نوفمبر 1988.

## وصلات خارجية
- فيك ديسغاردين على موقع دوري الهوكي الوطني (الإنجليزية)
- فيك ديسغاردين على موقع قاعة مشاهير الهوكي (لاعب أن.إتش.أل) (الإنجليزية)
- فيك ديسغاردين على موقع EliteProspects.com (الإنجليزية)
- فيك ديسغاردين على موقع HockeyDB.com (الإنجليزية)
- فيك ديسغاردين على موقع Hockey-Reference.com (الإنجليزية)